# 金鼎勋
金鼎勋（1879年—?），字叔奋，吉林永吉人。中国民主革命家，中华民国政治人物。

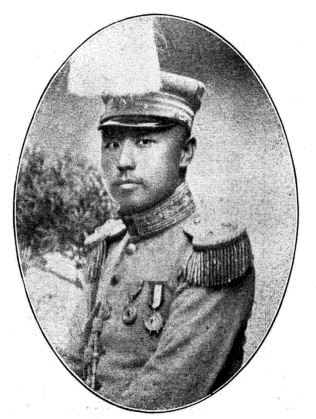
《民国之精华》中的金鼎勳照片

## 生平
他毕业于日本明治大学。归国后，他曾在辛亥革命中任吉林民军司令，后任吉林省参议院议员，湖北省江汉道道尹，内务部参事，临时参政院参政，东三省盐运使等职。